# Relações entre Brasil e Portugal
As relações entre Portugal e Brasil já duram mais de cinco séculos, começando com a descoberta do território brasileiro pelos portugueses e o estabelecimento das primeiras feitorias de exploração do pau-brasil e dos primeiros engenhos de açúcar em Pernambuco, e perdurando até os dias atuais.
As relações entre os dois estão intrinsecamente ligadas graças ao Império Português. Os dois países continuam a ser vinculados por uma língua comum, o português e pela ancestralidade luso-brasileira, que pode ser rastreada por centenas de anos. As relações de facto começaram com a Independência do Brasil, em 1822, quando o Brasil deixou de fazer parte do Reino Unido de Portugal, Brasil e Algarves e passou a ser uma nação independente.
Atualmente, os dois países compartilham uma relação privilegiada, como evidenciado em cooperações e ações coordenadas político-diplomáticas, bem como econômicas, sociais, culturais, jurídicas, técnicas e científicas.

## História

### Origens

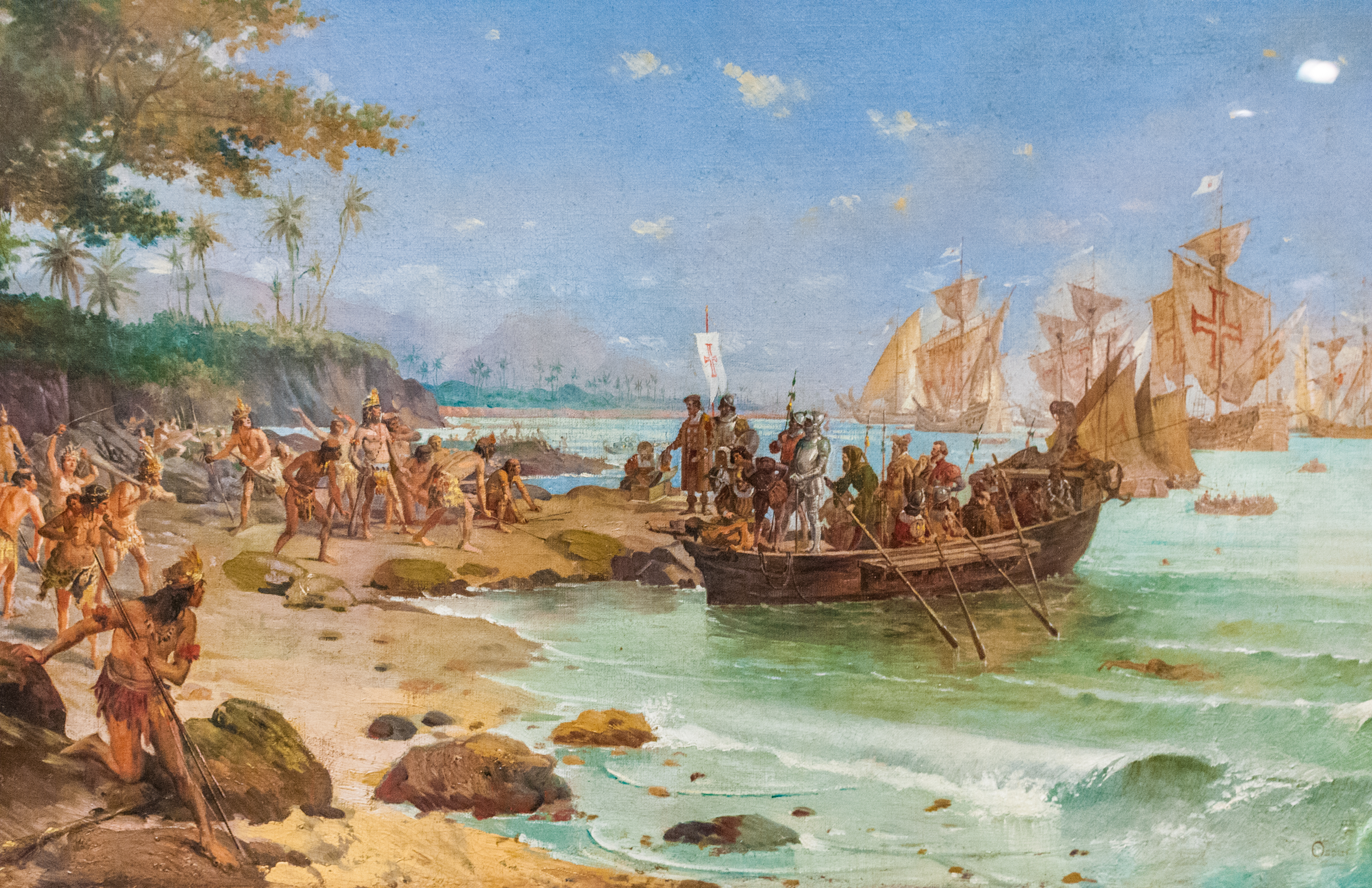
Desembarque de Pedro Álvares Cabral em Porto Seguro em 1500. Óleo sobre tela de Oscar Pereira da Silva (1904).

Em abril de 1500, o território correspondente ao actual Brasil foi reivindicado por Portugal após a chegada da frota comandada pelo explorador português Pedro Álvares Cabral. Até 1530, Portugal tinha muito pouco interesse no Brasil, principalmente devido aos lucros elevados adquiridos através do comércio com a Índia, China e Indonésia. Apenas em 1532 os portugueses estabeleceram a sua primeira colônia no Brasil. No primeiro século de colonização, os portugueses perceberam que seria difícil utilizar os povos nativos como mão de obra escrava. Eles não eram dóceis, tinham alta mortalidade quando expostos às doenças ocidentais e podiam fugir e se esconder com bastante facilidade. Assim, Portugal virou-se para o trabalho manual de escravos africanos importados.
Nos séculos XVI e XVII a receita oficial do Brasil era pequena, alcançando cerca de 3% das receitas públicas portuguesas em 1588 e 5% em 1619. A atividade econômica se concentrava em uma pequena população de colonos envolvidos na altamente rentável indústria da cana-de-açúcar, voltada para exportação, no Nordeste do Brasil.
A descoberta de ouro na década de 1690 e de diamantes na década de 1720 mais ao sul da colônia, em Minas Gerais, abriu novas oportunidades. A indústria do ouro estava no seu auge por volta de 1750, com uma produção em torno de 15 toneladas por ano, mas como os melhores depósitos foram esgotados, a produção e as exportações diminuíram. Na primeira metade do século XVIII, remessas do lucro do ouro alcançavam, em média, 5.230.000 mil réis (£ 1,4 milhões) por ano, das quais as receitas identificáveis reais eram de cerca de 18%. O total de remessas de ouro brasileiro durante todo o século XVIII foi entre 800 e 850 toneladas.

### Reino Unido de Portugal, Brasil e Algarves
Em 1808, o governante português, o Príncipe Regente Dom João VI de Portugal, fugiu para o Rio de Janeiro para escapar da invasão francesa contra Portugal. Dom João levou cerca de 10.000 pessoas da Europa com ele, o que incluía a aristocracia, burocratas e alguns dos militares portugueses. Por 13 anos, o Rio de Janeiro funcionou como a capital do Reino de Portugal, fato que alguns historiadores chamam de "inversão metropolitana", ou seja, uma ex-colônia exercer o controle sobre a totalidade do Império Português.
Em 1815, durante o Congresso de Viena, João VI criou o Reino Unido de Portugal, Brasil e Algarves, elevando o Brasil a mesma classificação de Portugal e aumentando a independência administrativa brasileira. Representantes brasileiros foram eleitos para os Tribunais Constitucional Portugueses. Em 1816, com a morte da rainha Maria, João VI foi coroado Rei de Portugal e do Brasil, no Rio de Janeiro.
João VI enfrentou uma crise política quando grupos em Portugal tentaram reverter a metropolização de sua ex-colônia. Com o fim das guerras napoleônicas vieram chamados para que João VI voltasse para Lisboa e para que o Brasil retornasse à sua condição colonial anterior. No final de 1821, a situação estava se tornando insuportável e João VI e a família real regressaram a Portugal.

### Independência

Independência ou Morte!, de Pedro Américo (óleo sobre tela, 1888).

A Independência do Brasil em relação ao Reino Unido de Portugal, Brasil e Algarves, em 1822, foi reconhecida por Portugal no Tratado do Rio de Janeiro em 1825, e produziu o início das relações dos dois países na forma de países independentes.
Após a independência, os dois países foram governados por ramos de uma mesma família real. Grupos que eram favoráveis à reunificação do Reino Unido de Portugal, Brasil e Algarves fundaram o Partido Português, e alguns anos mais tarde, os que simplesmente pretendiam à volta de Dom Pedro I ao Brasil formaram o Partido Restaurador.

### Revolta da Armada
Em 1894, as relações entre os dois países ficaram tensas depois que Portugal concedeu refúgio aos rebeldes brasileiros após o incidente Revolta da Armada. O governo de Portugal enviou uma força naval constituída dos navios Mindello e Affonso de Albuquerque ao Rio de Janeiro para proteger os interesses portugueses durante a Revolta da Armada, uma rebelião naval brasileira durante o governo de Floriano Peixoto. Em 2 de abril de 1894, a revolta iniciou-se com a participação de 493 rebeldes, incluindo 70 oficiais e o líder do motim, Luís Filipe de Saldanha da Gama, que procurou refúgio nos navios de guerra portugueses. Apesar dos protestos do governo brasileiro, Portugal concedeu refúgio para os rebeldes brasileiros e os levou para o Rio da Prata, onde a maioria dos refugiados chegaram. O incidente foi considerado como uma violação da soberania brasileira e levou o Brasil a romper relações diplomáticas com Portugal. As relações diplomáticas foram restabelecidas em 1895 pela administração de Prudente de Morais.

### Era contemporânea
Atualmente, Brasil e Portugal cooperam em fóruns multilaterais e têm sido parceiros na promoção da reforma da ONU. Portugal tem feito lobby para que o Brasil se torne um membro permanente do Conselho de Segurança das Nações Unidas. Os dois países também são os membros fundadores da Comunidade dos Países de Língua Portuguesa (CPLP), uma organização intergovernamental das ex-colônias do Império Português.
Portugal e Brasil também realizam cúpulas/cimeiras regulares para discutir acordos bilaterais e multilaterais, além de temas atuais. Uma questão importante na agenda bilateral dos dois países em matéria cultural é a promoção e difusão conjunta do idioma português.
As relações atuais entre os dois países são apontadas por ter com base simplesmente o tamanho do Brasil, assim como o do seu mercado econômico e de sua economia em geral, mais poderosa que a portuguesa. Assim sendo, nas décadas de 1970 e 1980, o investimento brasileiro em Portugal foi muito maior do que o investimento português no Brasil. Em termos econômicos, o investimento direto de Portugal no Brasil tem crescido substancialmente e também tem havido um crescimento constante do comércio entre as duas nações.
Em 1985, foi criada a União das Cidades Capitais Luso-Afro-Américo-Asiáticas, unindo as cidades que tiveram um papel importante na história dos países de língua portuguesa. No século XX os dois países realizaram acordos ortográficos bilaterais, sendo o mais recente deles o Acordo Ortográfico de 1990.
Em 1991, iniciou-se a primeira Conferência Ibero-americana, aglomeração dos países da América Latina com os da Península Ibérica, com a motivação de unir os países que possuíam uma história em comum, além de línguas próximas, e em 1992, os dois países ajudaram a criar a União de Médicos Escritores e Artistas Lusófonos.
Desde 21 de abril de 2000, habitantes do Brasil podem viajar para Portugal (e vice-versa) sem visto, por conta do Estatuto da Igualdade. Em 8 de junho de 2004 foi criada em Lisboa a Associação dos Comités Olímpicos de Língua Oficial Portuguesa (ACOLOP), com o objectivo de integrar os países e regiões de língua portuguesa através do desporto.

## Relações culturais
Os dois países compartilham uma língua e religião comum, sendo parte do mundo lusófono. Pela ligação histórica entre as duas nações, Portugal é chamada de "pátria mãe" do Brasil. Na estátua de Pedro Álvares Cabral no Parque do Ibirapuera, em São Paulo, está escrito: "Os brasileiros devem tudo a Portugal.".
A presença de azulejos na arquitetura brasileira é uma das heranças deixadas da época do domínio português. Em Portugal, as telenovelas brasileiras são muito populares entre a população e já dominaram a televisão do país. No entanto, desde a década de 1990, qualquer relação "especial" entre os dois povos passou para o campo histórico, cultural e/ou nostálgico, não refletindo qualquer interesse concreto entre os dois países. Apesar disso, aos cidadãos portugueses ainda são concedidos determinados privilégios sob a Constituição do Brasil que outros estrangeiros não têm. Outro ponto, é que a comunidade portuguesa no Brasil ainda existe, assim como há comunidade brasileira em Portugal.

## Comparação entre os países
|                                                    | Brasil | Portugal |
| -------------------------------------------------- | --- | --- |
| População                                          | 214.924.874 | 11.317.192 |
| Área                                               | 8.514.877 km2 | 92.090 km2 |
| Densidade populacional                             | 25 hab./km2 | 114 hab./km2 |
| Capital                                            | Brasília | Lisboa |
| Maior cidade                                       | São Paulo – 11.821.876 (20.893.053 na região metropolitana)                                                      | Lisboa – 564.657 (2.830.867 na região metropolitana)                                                                  |
| Governo                                            | República federativa presidencialista                                                                            | República unitária semipresidencialista                                                                               |
| Número de ministérios                              | 25 | 14 |
| Línguas oficiais                                   | Português (brasileiro)                                                                                           | Português (europeu)                                                                                                   |
| Religiões principais                               | 64,6% de católicos romanos, 22,2% de protestantes, 8% de irreligiosos, 2% de espíritas, 3,1% de outras religiões | 81% de católicos romanos, 3.3% de outros cristãos, 0.6% de outras religiões, 6.8% irreligiosos, 8.3% não especificado |
| PIB (nominal)                                      | US$ 1,491 trilhões* (US$ 7 010 per capita)                                                                       | US$ $257,4 bilhões * (US$ 25 065 per capita)                                                                          |
| Moeda                                              | Real | Euro |
| Índice de Desenvolvimento Humano (2014)            | 84º (0,765) | 38º (0,864) |
| Classificação de Crédito (2014)                    | BBB- (estável)                                                                                                   | BB (negativo) |
| Índice de Competitividade Global (2014)            | 57º (56º em 2013)                                                                                                | 36º (51º em 2013) |
| Produção Científica (2013)                         | 13º (59.111) | 26º (20.106) |
| Reservas Internacionais em 2014 (milhões de USD)   | 7º (379.383) | 50º (19.912) |
| Índice de Liberdade Económica (2013)               | 100º (99º em 2012)                                                                                               | 67º (68º em 2012) |
| Índice Global de Paz (2017)                        | 108º (105º em 2016)                                                                                              | 3º (5º em 2016) |
| Total de medalhas olímpicas                        | 150 | 28 |
| Ranking mundial de infra-estruturas de transportes | 77º (2014) | 18º (2014) |
| Número de aeroportos internacionais                | 33 | 7 |
| Migração recíproca                                 | 700.000 portugueses vivendo no Brasil                                                                            | 111.445 brasileiros vivendo em Portugal                                                                               |
| Número de militares activos                        | 327,710 (1.6 por cada 1000 habitantes)                                                                           | 43,330 (4 por cada 1000 habitantes)                                                                                   |
| Gastos militares                                   | US$ 27,1 bilhões (2009)                                                                                          | US$ 4,9 bilhões (2009)                                                                                                |
| Antigos Impérios (área e duração)                  | 8,3 milhões (em 1889) - Durou de 1822 a 1889.                                                                    | 10,45 milhões (em 1815) - Durou de 1415 a 2002.                                                                       |
| Maior rio (extensão)                               | Rio Amazonas com 6.992 km                                                                                        | Rio Tejo com 275 km                                                                                                   |
| Pico mais alto                                     | Pico da Neblina, 2,994 metros                                                                                    | Montanha do Pico, 2,351 metros                                                                                        |
| Récordes de temperatura                            | 44,7 °C (máxima), −14 °C (mínima)                                                                                | 47,4 °C (máxima), −16 °C (mínima)                                                                                     |

## Missões diplomáticas
| De Portugal - Brasília (Embaixada) - Belém (Consulado) - Belo Horizonte (Consulado) - Curitiba (Consulado) - Fortaleza (Consulado) - Porto Alegre (Consulado) - Recife (Consulado) - Rio de Janeiro (Consulado-geral) - Salvador (Consulado-geral) - São Paulo (Consulado-geral) | Do Brasil - Lisboa (Embaixada) - Faro (Consulado-geral) - Porto (Consulado-geral) |

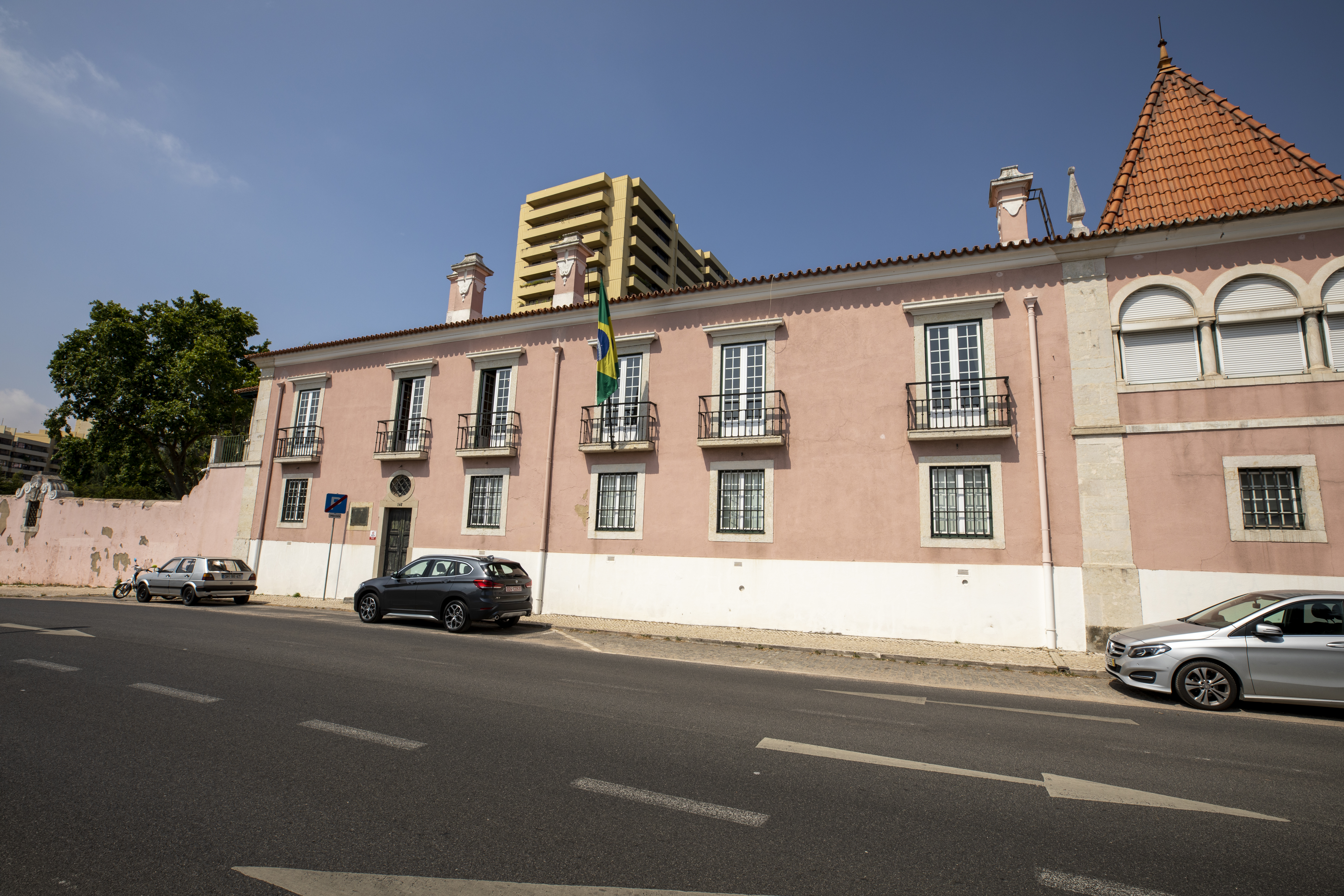
Embaixada do Brasil em Lisboa
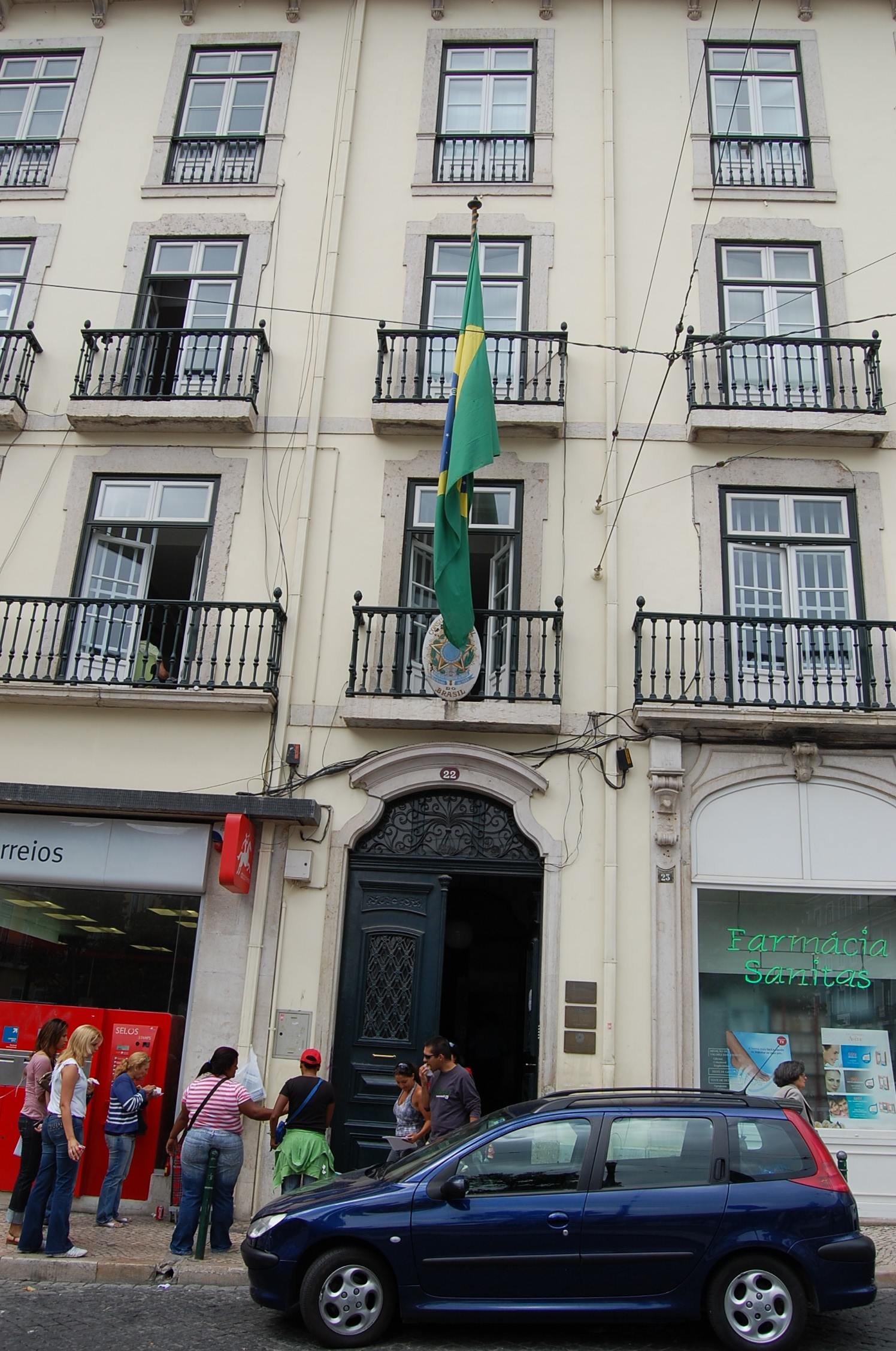
Consulado Geral do Brasil em Lisboa
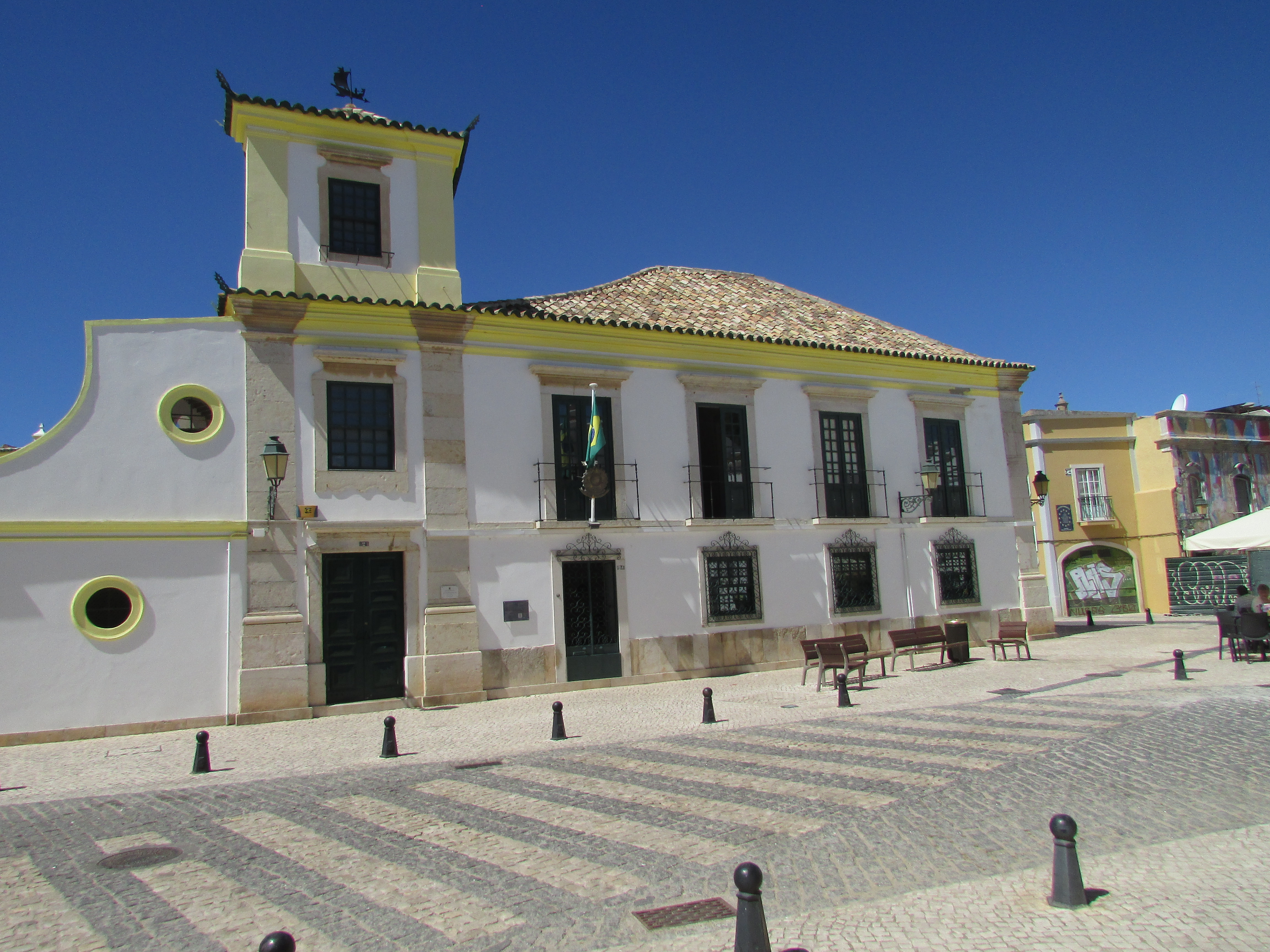
Consulado Geral do Brasil em Faro
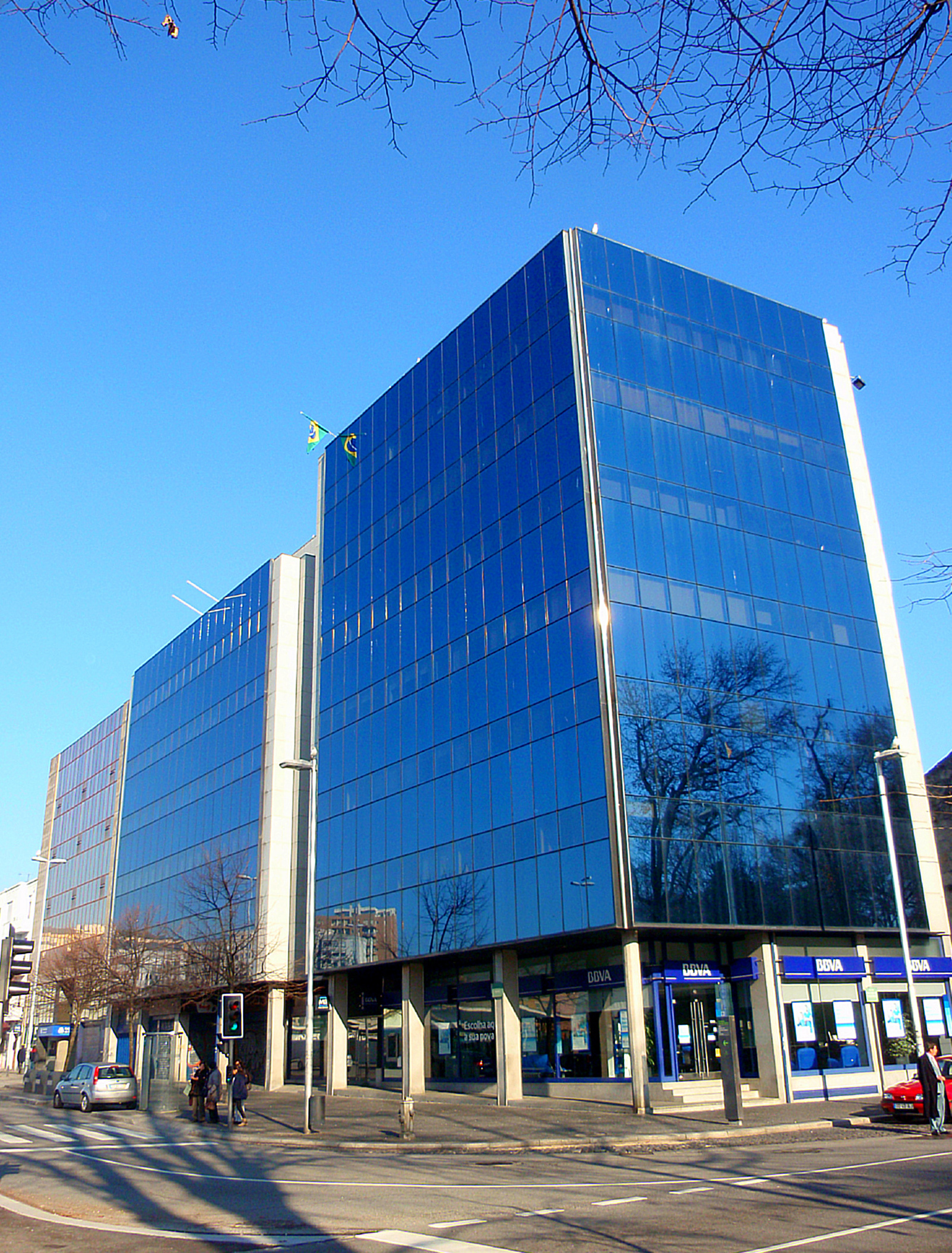
Consulado Geral do Brasil no Porto

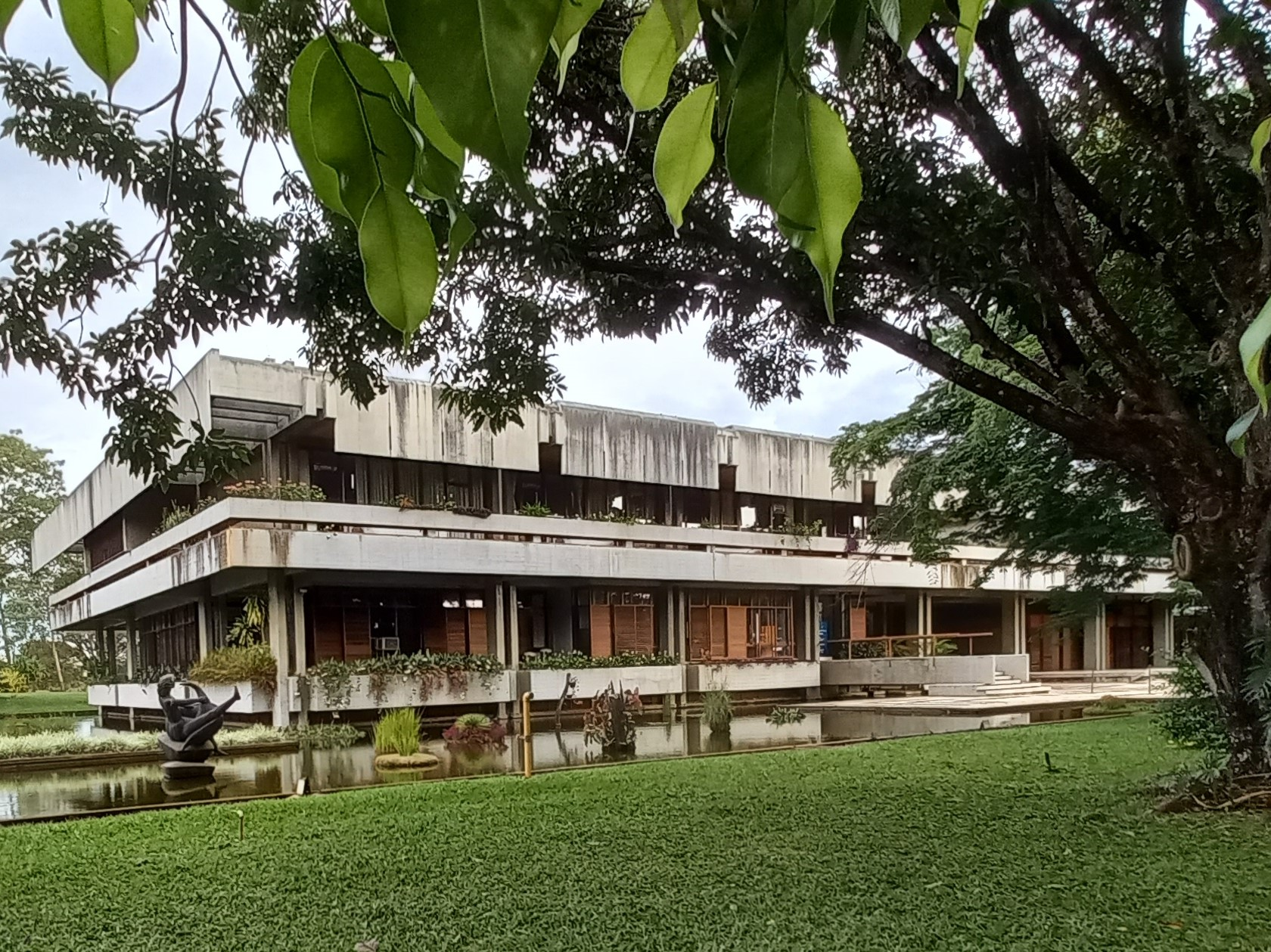
Embaixada de Portugal em Brasília
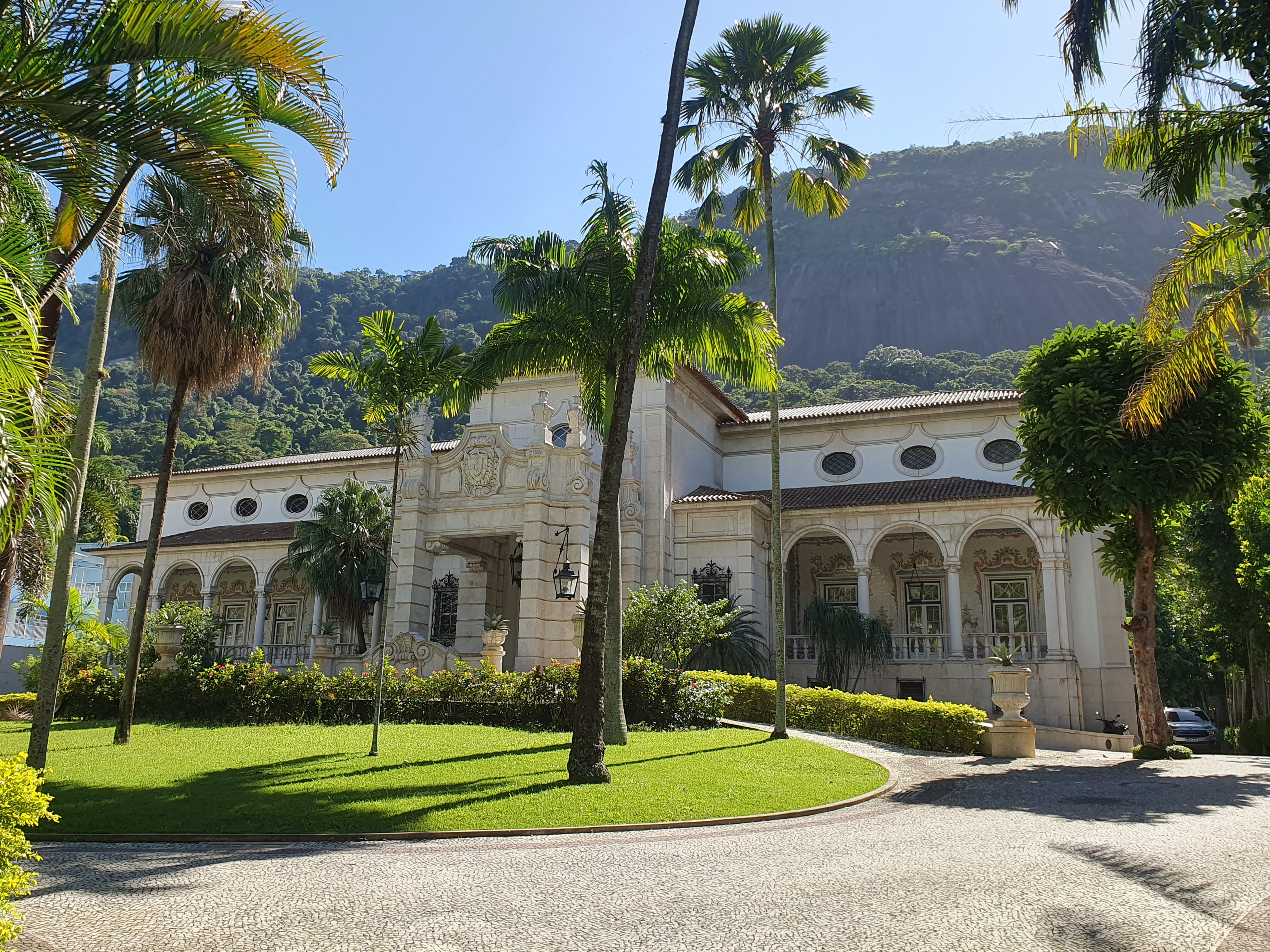
Consulado Geral de Portugal em Río de Janeiro
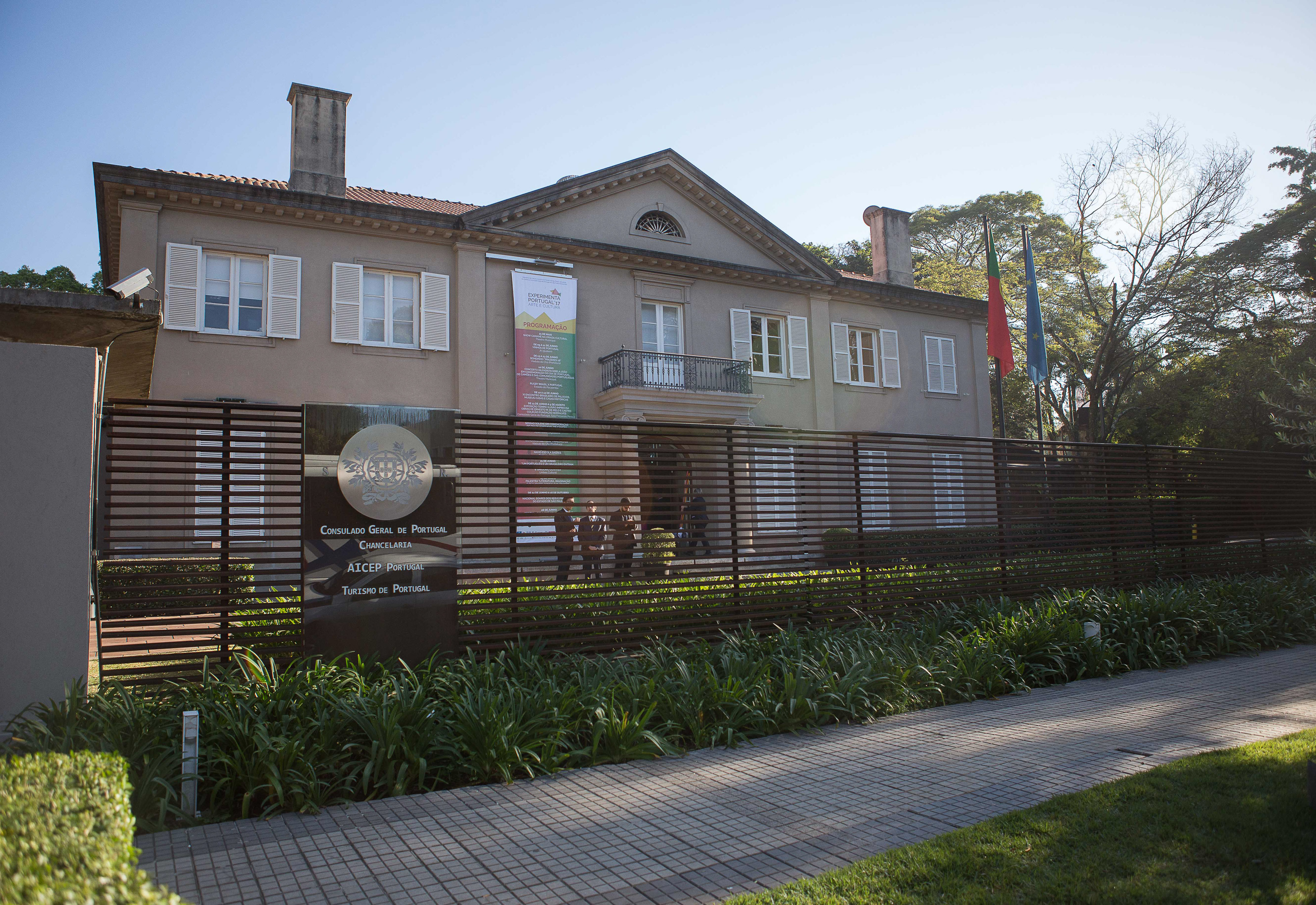
Consulado Geral de Portugal em São Paulo